# 南砺市立井波小学校
南砺市立井波小学校（なんとしりつ いなみしょうがっこう）は富山県南砺市にある公立小学校。

## 進学先
- 南砺市立井波中学校

## 通学区域
- 合併前の井波町の区域[2]

## 著名な出身者
- 清水扇丈（数学者）
- 安丸良夫（歴史学者）
- 岩倉一弥（元サッカー選手）
- 坪井清志郎（サッカー選手）